# Plano ABC+
O plano ABC+ é uma politica publica brasileira que visa promover estratégias que visem ações sustentáveis nos setores agropecuários com om alto potencial das emissões de GEE, também tem o objetivo de promover mudanças ao aquecimento global.
O Plano ABC+ é uma sequência do Plano Agricultura de Baixo Carbono (Plano ABC), criado ao final do ciclo deste último, que se encerrou em 2020. Ao decidir pela extensão por mais dez anos, e acrescentando novas metas, o governo federal institutiu o Plano ABC+, com vigência esperada até 2030.

## Objetivo e Contexto
O plano ABC foi criado no ano de 2009 após o governo se comprometer em reduzir emissões de gases de efeito estufa. O plano ABC no setor da Agropecuária, e tem o objetivo de reduzir as emissões de gases de Efeito estufa. Essas ações são realizadas em conjunto com práticas sustentáveis na produção agrícola. Essas politicas públicas visam a baixa emissão de carbono e contribuir  para recuperação de pastagens e também para a recuperação de florestas.
Conforme as informações do Plano Setorial de Mitigação e de Adaptação às Mudanças Climáticas para a Consolidação de uma Economia de Baixa Emissão de Carbono na Agricultura, o Plano ABC possui sete programas e Ações Transversais e de Monitoramento. 
- Recuperação de Pastagens Degradadas
- Integração Lavoura-Pecuária-Floresta (iLPF) e Sistemas Agroflorestais (SAFs)
- Sistema Plantio Direto (SPD)
- Fixação Biológica de Nitrogênio (FBN)
- Florestas Plantadas • Tratamento de Dejetos Animais
- Adaptação às Mudanças Climáticas
- Ações Transversais do Plano ABC
- Monitoramento do Plano ABC[4]

## Estruturação do Plano

### Recuperação de Pastagens Degradadas
Uma pastagem degradada é caracterizada por conter baixa produtividade, em forma crescente, quantos mais anos de cultivo, menor o ganho produtivo. Essa condição não está associada necessariamente ao tamanho do plantio, por exemplo: um grande terreno latifundiário, responsável por três por cento dos percentuais de todos tipos de terra no Brasil e mais da metade da ocupação do espaço geográfico disponível, possui iguais chances de desenvolver um território com pequena produtividade, apesar da sua grande área, e, normalmente, maior capacidade de desenvolver tecnologias. Ao contrário do que possa se esperar, uma área degradada não possui a capacidade de se reconstituir sozinha, caso deixada sem plantios por um período de tempo, a terra tende a crescer os malefícios de outrora. Nesse caso, é preciso agir para interromper a degradação, por meio de medidas de combate. Há dois tipos principais de degradação:
1. Agrícola
2. Biológica

A degradação agrícola acontece por  um excessivo número de ervas daninhas na região. Tais ervas mantém uma relação biológica desarmônica intraespecífica, situação em que há uma competição desfavorável em busca de recursos para com outras plantas da mesma espécie, o que significa um impacto negativo para cada uma delas, pela diminuição da quantidade original do recurso. Nessa ocasião, a competição pelo acesso de nutrientes do solo, tornando-os escassos em ambas. Por conseguinte, o grande número de plantas intrusas, como ervas daninhas, geram prejuízos também para a pecuária bovina, visto que o gado não sabe selecionar qual das opções  existentes seria mais benéfica, o que danifica a sua alimentação. Ademais, ainda que selecione a melhor das alternativas ao seu abastecimento fisiológico, será difícil para o boi chegar à vegetação nativa, em meio a tantas outras plantas estrangeiras na pastagem. Em contrapartida, a degradação biológica reduz a quantidade de cobertura vegetal presente no local original, provocando uma série de impactos diversos, desde a erosão até a perda de matérias orgânicas advindas do solo.
Inclusas nas duas categorias maiores, têm-se subcategorias relativas: leve, moderado, forte e muito forte. Cada qual pode apresentar uma classificação distinta, a depender do quanto das suas áreas sofrem com os efeitos da degradação da pastagem. Desse jeito, uma degradação leve da pastagem ocorre quando já existem ervas daninhas em algumas partes da vegetação nativa, impedindo o crescimento regular do capim e dificultando o renascimento de novas sementes. Após a pastagem do gado, a capacidade de recomposição do capim é bastante afetada. No nível moderado, além do número de ervas daninhas percebe-se áreas sem cobertura, com uma capacidade de trinta a cinquenta por cento de recomposição menor em relação ao primeiro nível. Em semelhança, o nível forte refere-se a uma grande quantidade do solo infestada por erva daninhas, outra razoável quantidade descoberta, e uma capacidade de regeneração de sessenta a oitenta por cento menos vezes em comparação a anterior (moderada). Por fim, o nível muito forte tem altas áreas visuais com solo descoberto e vegetação nativa, por vezes, inexistente. 
Embora o processo de degradação seja crescente, se não interrompido, é possível reverter o processo. Uma das formas de fazer isto é pela recuperação direta do solo, com princípios na recuperação da fertilidade do solo e retirada das ervas daninhas. Em geral, o processo consegue ser concomitantemente feito à criação bovina, sem necessidade de remover o grupo de animais da região, em alguns casos, o replantio de forragem deve ser feito, tanto para proteção do solo de futuros imprevistos indesejados, quanto para alimentação do rebanho Também existe a recuperação da pastagem pela renovação da terra, indicado para níveis de degradação três ou quatro (forte ou muito forte), nesse sentido, renovação assume igual significado ao atribuído pelo dicionário da Oxford Languages: "substituir por mais novo".
A vegetação deverá ter a forragem substituída integralmente por outras da mesma espécie ou de espécies diferentes. Por consequência, o tempo para troca é ainda maior do que na renovação direta, sendo recomendado o afastamento da criação de bois por menos ou mais do que  noventa dias.
Para evitar a recorrência frequente da degradação de uma degradação de um pedaço do solo,  existem maneiras de prevenção no manejo, em outras palavras, no modo de fazer o cultivo. À exemplo do terraceamento do solo, ou plantio por camadas, as áreas são separadas por camadas parecidas com degraus de escada, visto as características próprias do ambiente, tais quais a incidência de chuvas, a profundidade e facilidade em entrada de água no solo, e a diversidade na composição da terra. Sua finalidade é dificultar o processo de escoamento de água, impedindo a leva de pedaços da superfície por um atrito direto (sem barreiras) da pluviosidade no solo. Assim, junto á presença de canais para o escoamento do líquido da chuva no solo, evita-se os prejuízos de uma degradação agrícola.

### Sistema Plantio Direto (SPD)
O Sistema Plantio Direto busca evitar o uso de arados, grade leves niveladoras e demais instrumentos de escarificação do solo. Na agricultura brasileira, o preparo primário da terra procura preparar as condições do solo para que estejam adequadas á recepção de sementes tardiamente. Contudo, o uso desses instrumentos no processo de preparação física e química pulveriza demasiadamente o solo, tornando um aspecto poroso e pouco resistente a condições de pluviosidade intensa, propiciando a erosão; senão, a compactação do solo por utilização de tratores no procedimento primário de preparo. Na contramão dos impactos negativos climáticos pelo uso dessas alternativas, o sistema plantio direto consiste na escavação de um pequeno buraco no chão, conhecido igualmente pelo nome "sistema de semeadura direta". Além de ser uma política ambiental sustentável,  por denotar menor nível de combustível vindo de máquinas agrícolas de primeira preparação (isso quando não há uma segunda plantação pelo acontecimento de erosão); o SPD consome menos recursos financeiros; absorve a água melhor no solo e viabiliza um período de semeadura com uma amplitude temporal maior. Exceto pelos primeiros meses, nos quais exige uma quantidade de herbicidas a serem comprados, o sistema de plantio direto a longo prazo representa menor custo aos agricultores. A partir de 1970, quando chegou o modelo de plantação à região sul, vem sido difundida e considerada uma agricultura "conservacionista", amplamente conhecida no país e afora.
Das principais vantagens na escolha de um sistema de plantação baseado no cultivo direto, têm-se a redução do intemperismo químico (pela água), e da erosão eólica ou oscilações de temperatura no ambiente, dado que uma parte da matéria orgânica da cultura anterior fica preservada acima da área de plantio, garantido a proteção das sementes contra os diferentes tipos de erosão e mudanças drásticas na termodinâmica ambiental. Além do mais, o pedaço de matéria orgânica sedimentado no solo pela falta de remoção do cultivo antecedente garante a riqueza nutricional das terras para o desenvolvimento das novas mudas, e aumento a retenção de água. Por conta da maior ocupação de áreas do solo, diminuem-se as ervas-daninha, evitando também uma degradação de pastagem.

## Ver Também
- Agricultura Sustentável
- Centro de Estudos Ambientais e Desenvolvimento Sustentável
- Plano Agricultura de Baixo Carbono
- REDD+ Na Amazônia
- Sequestro de Carbono